# Inazares
Inazares es una pedanía del término municipal de Moratalla (Murcia), España. Se encuentra a 1.350 m de altitud debido a su cercanía con el Macizo de Revolcadores y la Sierra de Villafuerte, siendo la pedanía situada a mayor altura de la Región de Murcia. Otras localidades cercanas son Cañada de la Cruz, Tartamudo de Abajo y Tartamudo de Arriba.

## Geografía
Inazares se encuentra entre los relieves más destacados del noroeste murciano como es el Macizo de Revolcadores con el pico de los Obispos, que, con sus 2015 m de altitud, es el pico más alto de la Región de Murcia. También hay otras formaciones importantes como la Sierra de Villafuerte (1750 m s. n. m.) y la Sierra de Mojantes (1605 m s. n. m.). La zona forma parte del sistema Subbético.

## Flora y fauna
Predominan las encinas y los pinos carrascos, con abundante sotobosque moteado con romero, lentisco, enebro, tomillo y esparto.
Es un territorio donde se encuentran animales como el águila, el buitre leonado, la cabra montesa, el jabalí y el halcón peregrino.

## Astronomía
Por su situación geográfica y falta de contaminación lumínica está catalogado por la NASA como el mejor cielo de la península ibérica para la observación astronómica.

## Historia
Las primeras menciones a Inazares son algunos documentos del siglo XVI, aunque no existen otras referencias históricas. La iglesia de San Nicolás de Bari (1899) conserva la estructura y parte del mobiliario original.

## Economía
Dedicado principalmente a la agricultura del cereal, los frutales de secano y al pastoreo, principalmente ovino, conserva aún las tradiciones propias de la vida de montaña. Otra fuente principal de ingresos son las casas rurales, ya que se encuentra en un lugar propicio para deportes de montaña y turismo rural. a su vez, la economía del pueblo depende de las mazorcas y el vino de Inazares